# Piaggio Ape

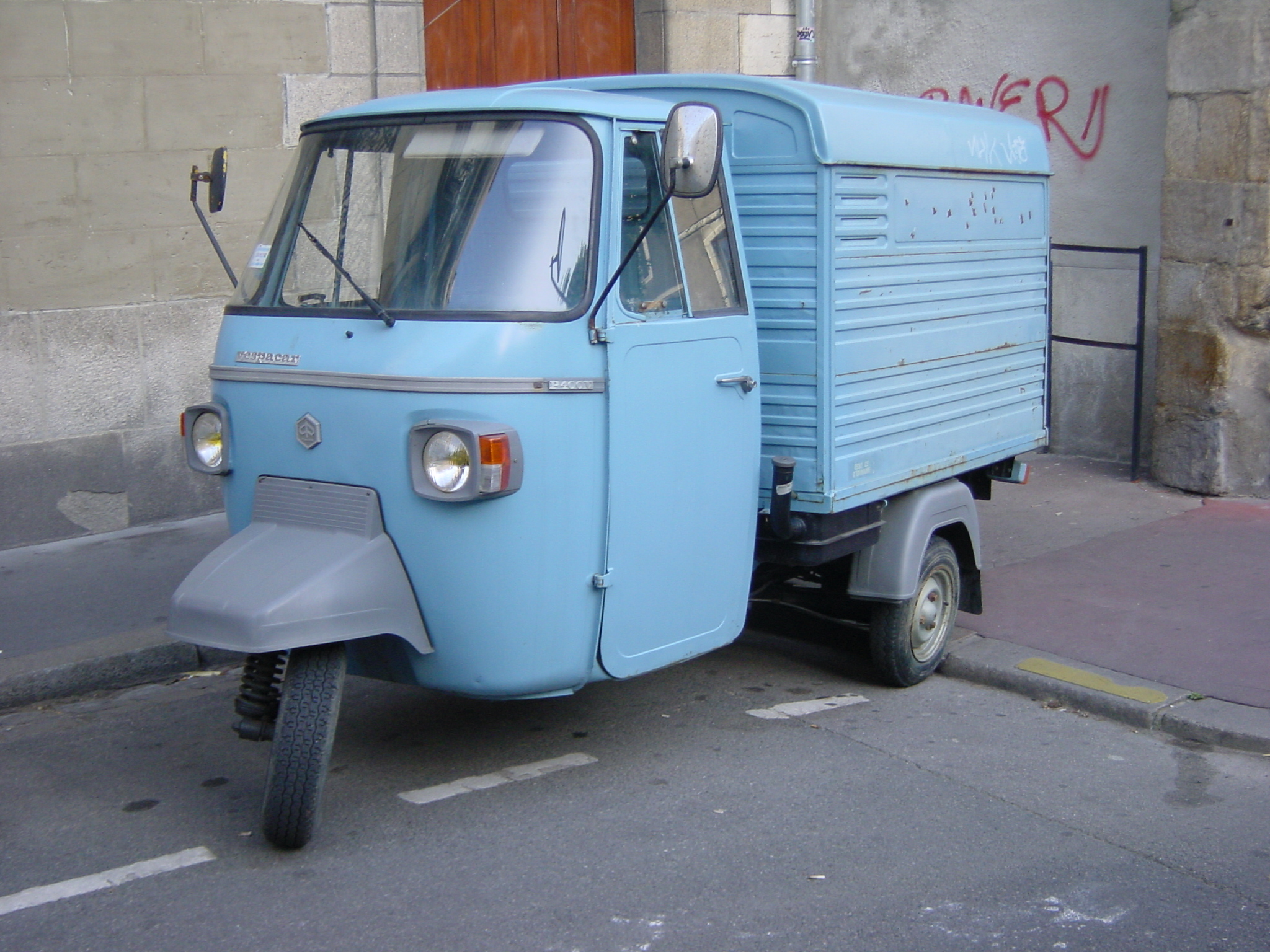

Piaggio Ape är en trehjulig skotermodell med stort lastutrymme som tillverkas av Piaggio sedan 1948. Namnet kommer från italienskans ord för bi. De flesta tillverkas i Indien av Piaggio India. Den tillverkas i ett antal olika modeller och med olika motoralternativ.